# Yadh Ben Achour
Pour les articles homonymes, voir Achour.
Yadh Ben Achour (arabe : عياض بن عاشور), né le 1er juin 1945 à La Marsa, est un juriste et universitaire tunisien, spécialiste des théories politiques islamiques et de droit public.

## Biographie
Il naît dans une famille de lettrés, de magistrats et de hauts fonctionnaires de la bourgeoisie tunisoise. Fils de Mohamed Fadhel Ben Achour et passionné par le savoir, il fait ses études primaires et secondaires à Tunis. Ayant obtenu son baccalauréat en juillet 1964, il part à Paris pour entamer une formation universitaire en droit. Là-bas, il s'inscrit à la faculté de droit de Paris et se voit titulaire d'une maîtrise de droit en 1968, d'un diplôme d'études spécialisées en droit public et en sciences politiques en 1969 et d'un doctorat d'État en droit en janvier 1974.
Grâce à ces efforts, il est nommé professeur assistant à la faculté de droit de Tunis en octobre 1970. Lauréat du concours d'agrégation en décembre 1974, il est élevé en avril 1975 au grade de maître de conférences puis en mars 1978 au grade de professeur des universités en droit à la même institution. Il est également nommé, au sein de cette faculté, directeur du département de droit public entre 1974 et 1979 et directeur du Centre d'études, de recherches et de publications entre 1980 et 1987. En novembre 1987, il est affecté à la faculté des sciences juridiques, politiques et sociales de Tunis dont il devient le doyen entre 1993 et 1999.
Auteur de plusieurs œuvres scientifiques sur le droit public et expert de son domaine, il assume aussi plusieurs autres fonctions universitaires et juridiques à l'échelle nationale et internationale. Effectivement, il est membre du conseil d'administration de l'université Senghor d'Alexandrie en 1989 et membre du Conseil économique et social entre 1987 et 1988. Vice-président de l'Association tunisienne du droit administratif en 1982, il est le rédacteur en chef de la Revue tunisienne de droit entre 1980 et 1987, membre du comité scientifique de la Revue tunisienne de science politique, membre du bureau exécutif de l'Association internationale de philosophie du droit, membre de l'Institut de droit international, conseiller juridique de la mission des Nations unies pour l'organisation d'un référendum au Sahara occidental entre 1991 et 1992, juge au tribunal administratif de la Banque africaine de développement en 2005, membre du comité d'experts chargé de l'élaboration du rapport du PNUD sur le développement humain dans le monde arabe en 2007 et enseignant à l'Institut de recherches et d'études sur le monde arabe et musulman,.
Démissionnaire du Conseil constitutionnel en 1992 après une année en fonction, il devient un opposant au régime du président Zine el-Abidine Ben Ali en critiquant plusieurs projets de lois imposées par l'État tunisien dont la révision constitutionnelle de 2002.
Lors de la révolution tunisienne de 2011, il est nommé à la tête d'une commission de réforme des textes et des institutions, chargée de débarrasser le droit tunisien des dispositions du régime déchu de Ben Ali. Cette commission fusionne ensuite avec les révolutionnaires et représentants de partis et d'associations réunis au sein du Conseil pour la protection de la révolution pour devenir la Haute instance pour la réalisation des objectifs de la révolution, de la réforme politique et de la transition démocratique. À sa tête, il met en place les institutions chargées de veiller sur la transition démocratique en Tunisie,.

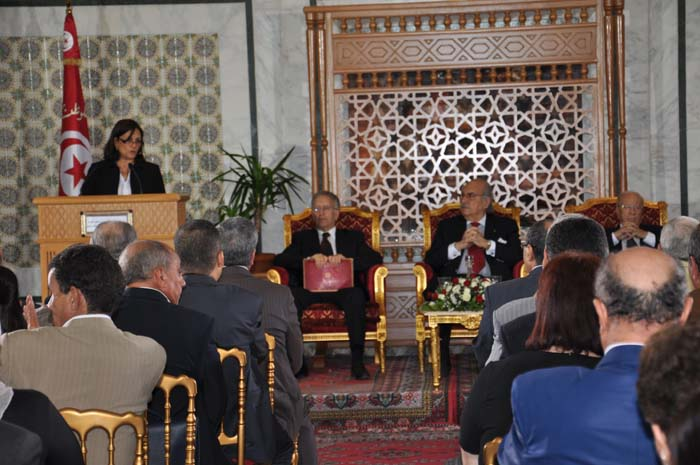
Yadh Ben Achour avec Fouad Mebazaa, Béji Caïd Essebsi et Latifa Lakhdar à Tunis, le 13 octobre 2011.

Il est élu membre du Comité des droits de l'homme des Nations unies le 7 mai 2012 en remplacement d'Abdelfattah Amor mort le 2 janvier. Le 14 juin 2018, il est réélu pour un mandat de quatre ans (2019-2022) par les États parties au Pacte international relatif aux droits économiques, sociaux et culturels lors de la 36e réunion tenue à New York.
Membre du conseil scientifique de la Fondation tunisienne pour la traduction, l'établissement des textes et les études, membre fondateur de l'Académie internationale de droit constitutionnel et membre élu de l'Académie tunisienne des sciences, des lettres et des arts,. Il est également le premier titulaire de la chaire Averroès dédiée à l'islam méditerranéen et contemporain, créée au sein de l'Institut méditerranéen de recherches avancées de l'université d'Aix-Marseille et professeur invité dans plusieurs universités dont l'université Harvard, université Panthéon-Sorbonne et le Collège de France.
Il juge avec sévérité l'évolution du régime politique de la Tunisie après la transition démocratique de 2011 : « Hélas, pour la liberté politique, le triomphe s'est transformé en cauchemar », écrit-il dans la revue Esprit en 2023.

## Pensées

### Islam et droits de l'homme
Dans La deuxième Fâtiha et d'autres publications, Yadh Ben Achour étudie le lien entre la charia et les droits de l'homme pour expliquer le lien entre l'Orient musulman et l'Occident régi par les valeurs universelles et reconnaît qu'il y a une rupture entre le principe de la suprématie laïque des droits de l'homme et la croyance islamique qui définit les droits de Dieu décrits dans le Coran et les hadiths comme supérieurs aux droits de l'homme et que c'est cette opposition qui explique en grande partie la fermeture des musulmans sur eux-mêmes et le blocage du dialogue entre l'Orient et l'Occident, d'où la violence et le terrorisme.
Pour lui, ceci est absurde car l'islam est lui-même basé sur les valeurs universelles. Il explique cette opposition par une mauvaise perception et une manipulation des textes du Coran par les musulmans. Cette fausse lecture de l'islam est motivée par deux mécanismes : le manque de référence aux résultats évidents des sciences sociales et l'utilisation de justifications biologiques, même contradictoires, lors de l'interprétation du Coran.
Par conséquent, il prône comme Mohammed Arkoun l'adoption d'une interprétation libérale, non influencée par les préjugés, rationnelle et humaine du Coran qui est concordante avec les valeurs universelles comme les droits de l'homme,.

### Sciences sociales et monde arabe

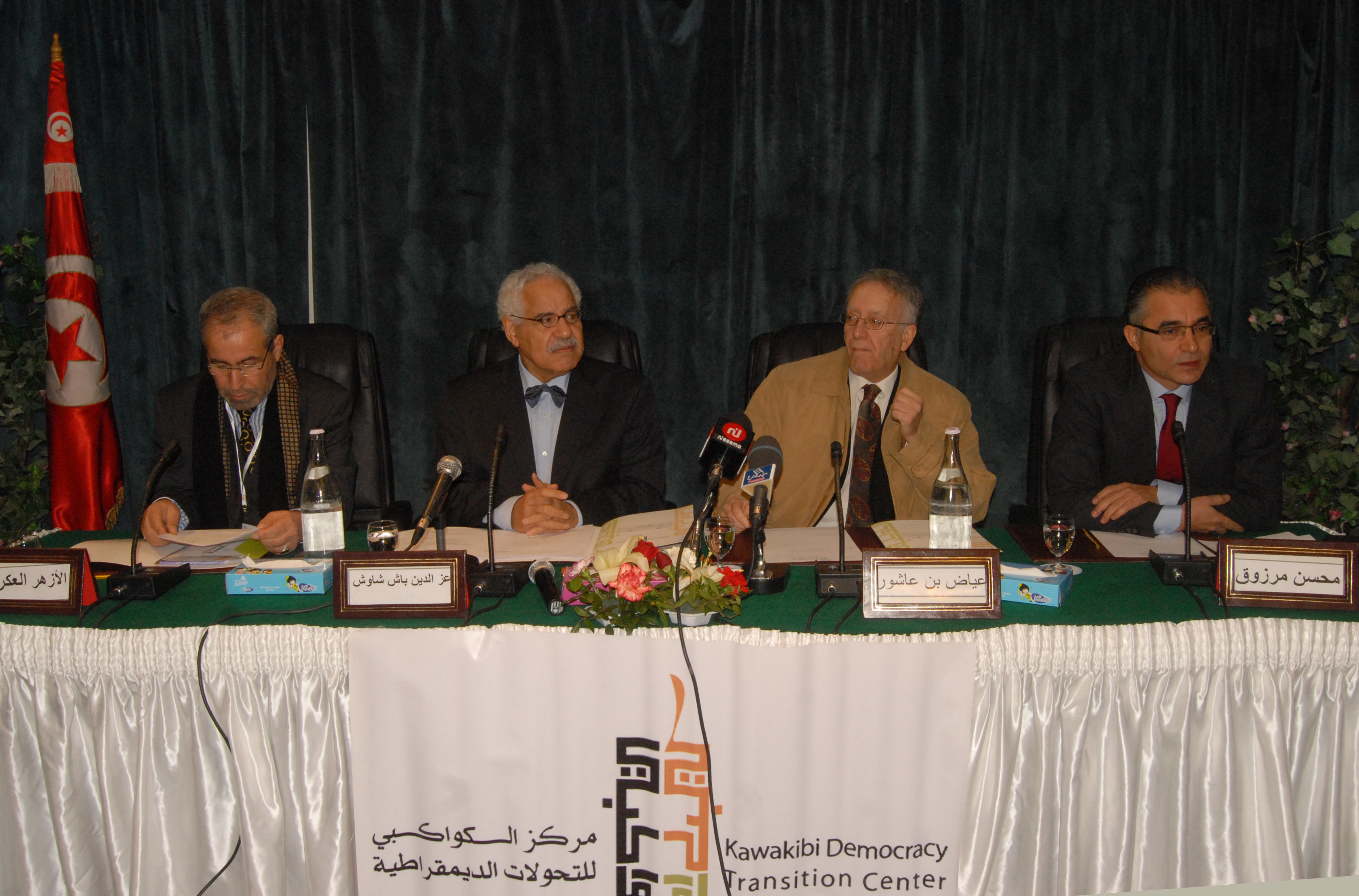
Yadh Ben Achour avec Azedine Beschaouch, Mohsen Marzouk et Lazhar Akremi à Tunis, le 3 mars 2011.

Après des années de recherche scientifique en droit, il conclut que la communauté des chercheurs en sciences sociales qui existe de nos jours dans le monde arabe et particulièrement en Tunisie est exclusivement arabophone, fermée sur elle-même et ne cherche pas à s'enrichir à partir d'autres civilisations et écoles étrangères de sociologie et qu'elle manque d'objectivité et tend à donner des interprétations politiquement et idéologiquement biaisées. Par exemple, il trouve que l'arabisme a trop influencé la considération de la question linguistique dans le monde arabe, faisant d'elle une thématique primordiale et controversée. Selon lui, la tendance de la communauté scientifique à ignorer le statut de l'arabe dialectal comme une langue vivante et couramment utilisée au Maghreb et à insister sur le fait que l'arabe standard moderne est la seule langue maternelle et vivante maîtrisée au Maghreb, alors qu'elle n'est utilisée que dans les institutions de l'État, n'est pas fondée scientifiquement et ne sert qu'à l'apaisement de l'amertume de la fin du rêve de l'unité arabe. Malgré ce constat, il estime que cette situation des sciences sociales peut être ajustée sous l'influence des sociétés savantes étrangères actives dans le domaine.

### Sciences juridiques et sciences sociales
Lors de sa longue carrière scientifique, il trouve qu'il existe une rupture entre les sciences juridiques et les autres sciences sociales, bien que les spécialistes en droit se réfèrent régulièrement à la sociologie, à l'anthropologie et à l'histoire lors de leurs travaux. D'une part, ceci est dû au présupposé des sociologues que les juristes sont des hommes de texte qui se basent de manière systématique et normative sur les faits décontextualisés, abstraits et formels pour faire des jugements et que cette méthode positiviste ne tient pas compte de la nature pluridimensionnelle de la vérité sociologique. D'autre part, ceci s'explique par le fait que les sociologues n'ont pas la notion de la norme qui existe dans les sciences juridiques et qui fait partie de la réalité sociologique.
Ben Achour estime que ceci est absurde car les juristes et les sociologues visent la quête de la vérité. C'est pour cela qu'il encourage les efforts effectués pour le rapprochement entre le droit et les sciences sociales et appelle les sociétés savantes des sciences sociales à avoir plus d'intérêt pour les sciences juridiques.

## Distinctions et récompenses

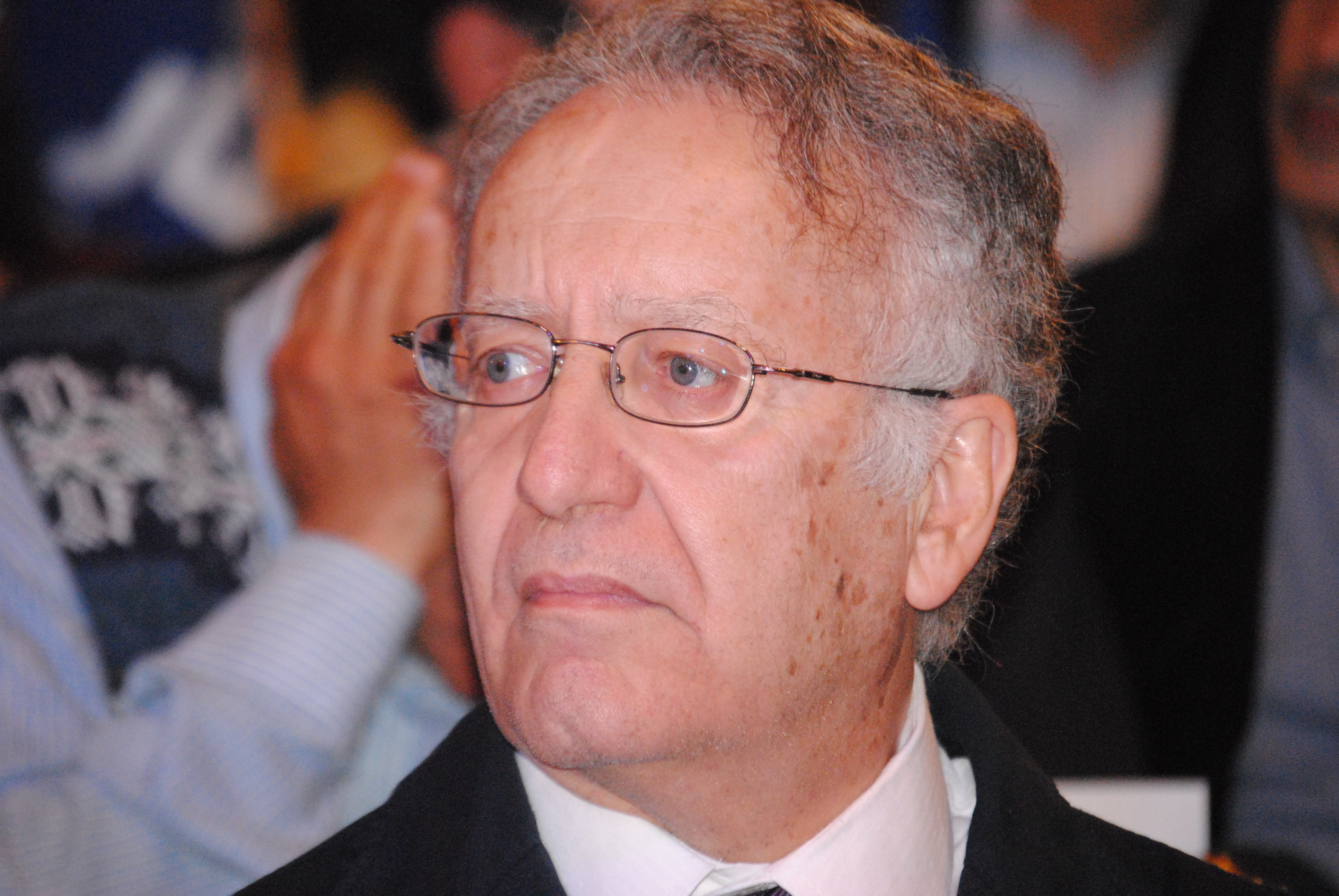
Yadh Ben Achour à Tunis, le 14 avril 2013.

Professeur émérite à l'université de Tunis, il est nommé le 6 novembre 2004 docteur honoris causa à l'université Laurentienne de Sudbury (Canada), dont il est professeur associé. En 2012, il se voit décerner le Prix international de la démocratie (de) remis à Bonn. En 2017, il est le lauréat du Prix Tahar-Haddad pour la promotion des études et des recherches en sciences humaines et sociales. Durant cette même année, l'université de Genève et l'université d'Aix-Marseille lui confèrent le titre de docteur honoris causa. 

## Décorations
- Chevalier (1981)[35], officier (1990)[36] puis commandeur de l'Ordre de la République tunisienne (2011)[37],[38].
- Chevalier de l'Ordre tunisien du Mérite éducatif (1991)[36] puis grand officier de l'Ordre tunisien du Mérite (2018)[39],[40].

## Principales publications

### Ouvrages
- L'État nouveau et la philosophie politique et juridique occidentale, Tunis, Bibliothèque de droit et de sciences politiques et économiques, 1980, 460 p.
- Droit administratif, organisation administrative, fonctions administratives, Tunis, Centre d'études de recherches et de publications de la faculté de droit de Tunis/Centre national universitaire de documentation scientifique et technique, 1982, 659 p.[41].
- Politique, religion et droit dans le monde arabe, Tunis, Cérès, 1992, 276 p. (ISBN 978-9973700766)[42].
- Normes, foi et loi en particulier dans l'islam, Tunis, Cérès, 1994, 270 p. (ISBN 978-9973190253).
- Souveraineté étatique et protection internationale des minorités, Leyde, Éditions Brill, coll. « Recueil des cours de l'Académie de La Haye en ligne » (no 245), 1994 (ISSN 1875-8096, DOI 10.1163/1875-8096_pplrdc_A9789041100344_02).
- Contentieux administratif, Tunis, Cérès, 1995.
- (ar) الضمير و القانون : الروح المدنية و الحقوق الحديثة [« Conscience et droit : l'esprit civique et les droits modernes »], Beyrouth/Casablanca, Centre culturel arabe,‎ 1998.
- Le rôle des civilisations dans le système international : droit et relations internationales, Bruxelles, Éditions Bruylant, 2003, 324 p. (ISBN 978-2802717089).
- Introduction générale au droit, Tunis, Centre de publication universitaire, 2005, 216 p. (ISBN 978-9973372710).
- La Cour européenne des droits de l'homme et la liberté de religion, Paris, Éditions A. Pedone, 2005, 96 p. (ISBN 978-2233004697).
- Aux fondements de l'orthodoxie sunnite, Paris, Presses universitaires de France, coll. « Proche Orient », 2008, 294 p. (ISBN 978-2130569756)[43].
- (it) La tentazione democratica : politica, religione e diritto nel mondo arabo (trad. Orsetta Giolo), Vérone, Ombre Corte, 2010, 220 p. (ISBN 978-8895366593).
- La deuxième Fâtiha : l'islam et la pensée des droits de l'homme, Paris, Presses universitaires de France, coll. « Proche Orient », 2011, 194 p. (ISBN 978-2130590927)[44].
- Tunisie : une révolution en pays d'islam, Genève, Labor et Fides, 2018, 350 p. (ISBN 978-2830916539)[45],[46],[47].
- Quel islam pour l'Europe ?, Genève, Labor et Fides, 2018, 124 p. (ISBN 978-2830916287)[48], avec François Dermange.
- L'islam et la démocratie : une révolution intérieure, Paris, Gallimard, coll. « Le Débat », 2021 (ISBN 978-2072893742)[49],[50].
- (en) The Islamic Question Before the United Nations Human Rights Committee, Naples, Jovene, 2021, 109 p. (ISBN 978-8824327077)[51].
- La révolution, une espérance, Paris, Collège de France, 2022 (ISBN 978-2722605961)[52].
- La question islamique devant le Comité des droits de l'homme des Nations unies, Paris, Éditions A. Pedone, 2022, 109 p. (ISBN 978-2233010018)[53].
- L'éthique des révolutions, Paris, Éditions de la Maison des sciences de l’homme, 2023, 344 p. (ISBN 978-2735129133)[54],[55].
- (fr + ar) Poèmes sur la liberté, Tunis, AC Éditions, 2025, 104 p. (ISBN 978-9909980866)[56],[57].

### Ouvrages collectifs
- Administration et développement en Tunisie, Tunis, Association tunisienne des sciences administratives, 1985, 183 p. (ISBN 978-9290560111).
- Recueil des cours, vol. 1 : La suprématie de la Constitution, Casablanca, Toubkal, 1987, 337 p., avec Christian Stark et Léo Hamon.
- Michel Camau (dir.), Tunisie au présent : une modernité au-dessus de tout soupçon ?, Paris, Centre national de la recherche scientifique, 1987, 420 p. (ISBN 978-2222040538).
- La Révolution française et l'Orient (1789-1989), Paris, Antélias, 1990.
- Sujet et citoyenneté : Maghreb-Europe, La Tour d'Aigues, Éditions de l'Aube, 1994, 198 p. (OCLC 440132058).
- Politiques de la langue, Paris, Association pour l'édition et la diffusion des Transeuropéennes, 1998.
- Pierre Arsac, Jean-Luc Chabot et Henri Pallard, État de droit, droits fondamentaux et diversité culturelle, Paris, Éditions L'Harmattan, 1999, 367 p. (ISBN 978-2738481139).
- Mélanges en l'honneur de Habib Ayadi, Tunis, Centre de publication universitaire, 2000, 776 p. (ISBN 978-9973948304), avec Chedly Ayari.
- Droit communautaire et mondialisation, Tunis, Centre de publication universitaire, 2003, 306 p., avec Slim Laghmani.
- Didier Maus et Jeannette Bougrab (dir.), François Luchaire, un républicain au service de la République, Paris, Éditions de la Sorbonne, 2005 (ISBN 979-1035107741).
- Le débat juridique au Maghreb, de l'étatisme à l'État de droit : études en l'honneur de Ahmed Mahiou, Paris, Publisud, 2009, 403 p. (ISBN 978-2866006969), avec Jean-Robert Henry et Rostane Mehdi.
- Projet de constitution pour la République tunisienne, Tunis, Université de Tunis, 2011, 43 p. (OCLC 1227497629), avec Lamia Naji et Salsabil Klibi.
- Droit et mutations sociales et politiques au Maroc et au Maghreb : mélanges offerts en l'honneur du Professeur Hassan Ouazzani Chahdi, Paris, Publisud, 2012, 879 p. (ISBN 978-9954315996), avec Abdelouhab Maalmi.
- (en) Rainer Grote, Tilmann J. Röder et Ali M. El-Haj, Constitutionalism, Human Rights and Islam after the Arab Spring, New York, Oxford University Press, 2016, 953 p. (ISBN 978-0190627645).
- (en) Alessandro Ferrari et James A. Toronto (en), Religions and constitutional transitions in the Muslim Mediterranean : the pluralistic moment, Londres, Routledge, 2016 (ISBN 978-1317067115).
- Ali Mostfa et Michel Younès (dir.), L'islam au pluriel : foi, pensée et société, Paris, Éditions L'Harmattan, 2018, 332 p. (ISBN 978-2343149516).
- (ar) حركيّة المجتمع التونسي في عشرية الثورة [« Dynamisme de la société tunisienne pendant la décennie révolutionnaire »], Tunis, Med Ali,‎ 2020, 271 p. (ISBN 978-9973335791)[58].
- Taoufik Habaieb, Tunisie dix ans et dans dix ans, Tunis, Leaders, 2021, 239 p. (ISBN 978-9973988652)[59].